# Molophilus (Austromolophilus) ngernka
Molophilus (Austromolophilus) ngernka is een tweevleugelige uit de familie steltmuggen (Limoniidae). De soort komt voor in het Australaziatisch gebied.